# 손용수
손용수(1979년 6월 16일 ~)는 롯데 자이언츠의 전 야구 선수다. 1998년 롯데에 지명되었으나 대학 진학을 선택했고, 이후 롯데에 입단하여 프로 통산 1경기 2이닝 무실점을 기록했다.

## 출신 학교
- 휘문고등학교
- 고려대학교

## 같이 보기
- 2004년 롯데 자이언츠 시즌